# Reichssicherheitshauptamt
 (novembre 2020).
Le Reichssicherheitshauptamt (Office central de la sûreté du Reich, abréviation : RSHA) est une organisation créée le 27 septembre 1939 par le Reichsführer-SS Heinrich Himmler en fusionnant le Sicherheitsdienst (SD) et la Sicherheitspolizei (Sipo) afin d'accroître l'efficacité de la lutte contre les « ennemis du Parti et de l'État national-socialiste ainsi que contre toutes les forces de désagrégation dirigées contre eux ». Le RSHA, en tant que l'un des douze principaux offices centraux de la SS, représente, avec ses presque 3 000 employés, la principale administration centrale qui dirigeait l'essentiel des organes de répression allemands au temps du national-socialisme.
Une grande partie des services individuels et des groupements administratifs étaient répartis sur l'ensemble de la ville de Berlin. Son siège se situait dans le Prinz-Albrecht-Palais (de), au 101 de la Wilhelmstrasse, où se trouvaient les bureaux de Reinhard Heydrich et d'Ernst Kaltenbrunner, et au 8 de la Prinz-Albrecht-Straße (aujourd'hui : Niederkirchnerstraße à Berlin-Kreuzberg), où se trouvait le siège de la Gestapo. Le site se trouvait à l'emplacement actuel du mémorial de la Topographie de la terreur créé en 2004.
À partir de l’été 1941, par le biais des Einsatzgruppen qu'il supervise, le RSHA a la tâche d'organiser la déportation et l'extermination des Juifs d'Europe — appliquant en cela les directives de la « solution finale de la question juive », die Endlösung der Judenfrage en allemand, confirmée par la conférence de Wannsee — en étroite collaboration avec les « chefs supérieurs de la SS et de la Police » (les HSSPf) des divers pays d’Europe occupés.
Le RSHA est l'une des plus grandes organisations du Troisième Reich, en dehors de l'armée — la Wehrmacht — et de la Waffen-SS. Il est d'abord dirigé par le SS-Obergruppenführer Reinhard Heydrich, jusqu’à la mort de celui-ci le 4 juin 1942, puis par Himmler qui assure lui-même l'intérim, puis le contrôle attentivement même après la nomination en décembre 1942 du successeur de Heydrich : le SS-Obergruppenführer Ernst Kaltenbrunner.

## Histoire
Avec la création du RSHA, les efforts entrepris par Heinrich Himmler depuis 1933 dans l'édification de l'appareil répressif violent du régime national-socialiste atteignent leur paroxysme. Les compétences des organes de l’État et des branches du parti NSDAP sont de plus en plus imbriquées. En effet, dès le début de l'année 1938, sur ordre de Wilhelm Frick, confirmé par un décret du mois de septembre 1938, les structures du parti sont incitées à travailler de manière étroite avec la Gestapo. En dépit du fait que Reinhard Heydrich est le chef de la Sipo dès 1936 et simultanément le chef du SD, le rapprochement de ces deux entités pose de nombreux problèmes administratifs. Afin de pallier ces difficultés et comme le SD avait été institué « service de renseignement du parti et de l'État » par décret du 11 novembre 1938, Himmler décide de créer le RSHA par décret du 27 septembre 1939, aboutissement de son projet de constituer un unique « corps de protection de l'État ».

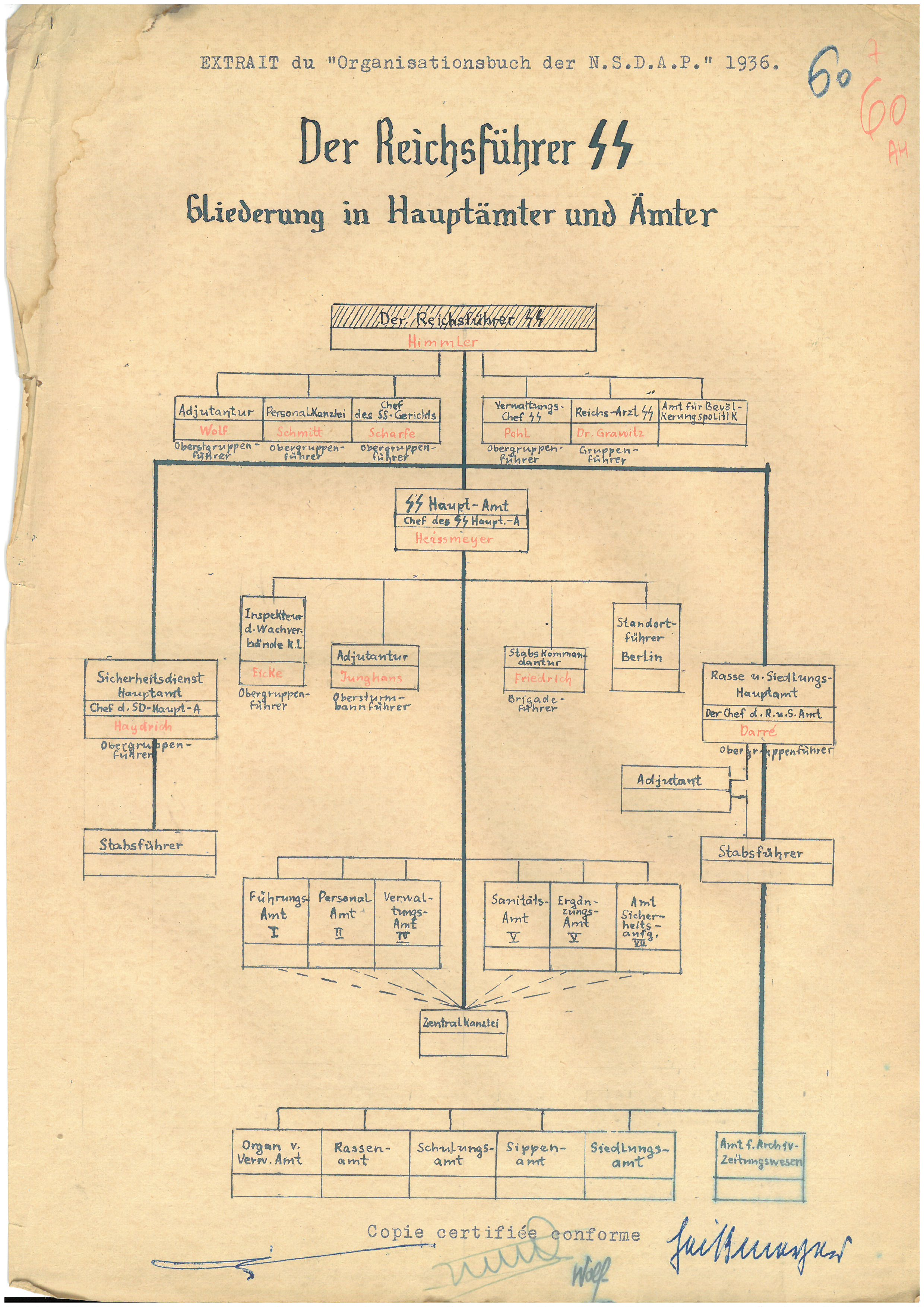
Organisation de la SS.

Après la mort de Heydrich le 4 juin 1942 à Prague des suites d'un attentat, l'office est dirigé provisoirement par intérim par Heinrich Himmler en tant que « Reichsführer-SS et chef de la Police allemande » jusqu'à la nomination de Ernst Kaltenbrunner le 30 janvier 1943, un proche collaborateur de Heydrich, Walter Schellenberg s'étant efforcé, en vain, de lui succéder. Après la guerre, Kaltenbrunner est jugé au cours du premier procès de Nuremberg (procès contre les principaux criminels de guerre du Reich : Göring, Keitel, etc.), condamné à mort puis exécuté pour les crimes commis dans le cadre de ses fonctions à la tête du RSHA.

## Mission

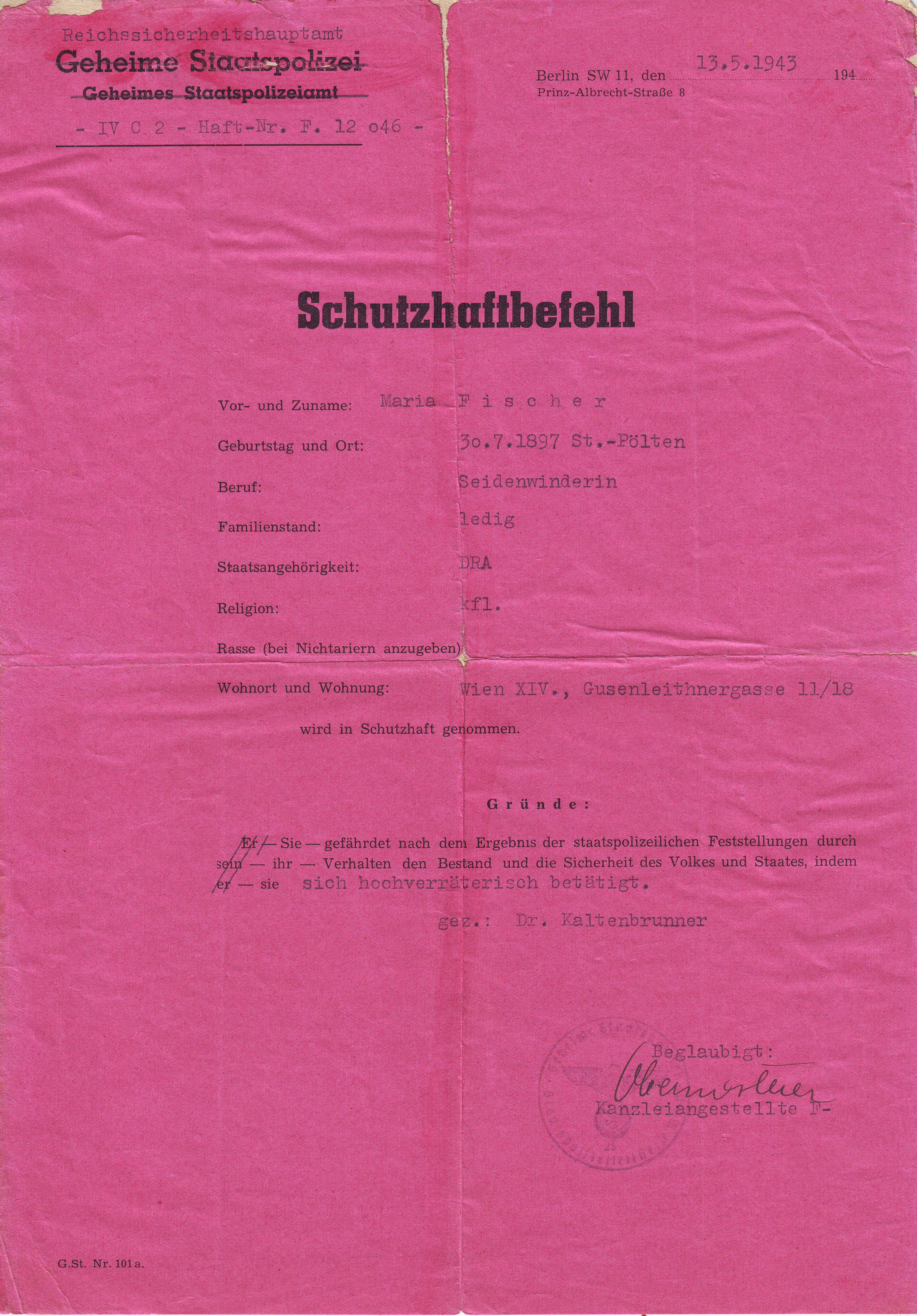
Ordre de détention préventive (« Schutzhaft ») du RSHA à l'encontre de Maria Fischer (résistante, 1897), signé « Dr. Kaltenbrunner » (en date du 13 mai 1943).

Le domaine de responsabilité du RSHA englobe toutes les « problématiques de sûreté politique et de renseignement », de fait toutes les actions de police qui ne sont pas assurées par les policiers en uniforme de l'Ordnungspolizei. Cela comprend notamment les arrestations d'individus « politiquement non fiables » sur le territoire allemand et les territoires occupés.
En outre, les Einsatzgruppen, créés en 1939 et subordonnés au RSHA, ont pour mission de combattre « tous les éléments hostiles au Reich et aux allemands » dans les territoires conquis. Par l'intermédiaire d'une propagande de haine ciblant la population juive, des pogroms ciblés sont mis en œuvre dès l'invasion de la Pologne en septembre 1939. À partir de l'invasion de l'Union soviétique déclenchée en juin 1941, le RSHA organise les Säuberungsaktionnen (« opérations de nettoyage ») contre les communistes et les Juifs. Au total, il est estimé qu'environ 1 400 000 Juifs ont été victimes des opérations mobiles de tuerie assurées par les Einsatzgruppen.
C'est au sein du bureau IV B-4 du RSHA que le SS-Obersturmbannführer Adolf Eichmann, personnification du criminel rond-de-cuir, organisa la partie bureaucratique de la « solution finale à la question juive ». Le RSHA disposait au niveau national également de pouvoirs étendus et utilisait surtout la détention préventive (« Schutzhaft ») juridiquement incontrôlable, pour combattre les opposants politiques et « raciaux » (Juifs, Tsiganes). Les « Rapports du Reich » (Meldungen aus dem Reich (de)) fournirent des rapports détaillés sur l'état d'esprit de la population intensément espionnée.

## Le RSHA, institution d'un nouveau genre
Alors que, dans le débat scientifique, le RSHA a longtemps été considéré comme un bureau d'administration rassemblant de manière souple deux entités factuellement indépendantes (la Sipo et le SD), de récentes recherche voient cependant en lui un facteur fortement radicalisant du régime national-socialiste et de la pratique d'extermination.
En tant qu'« institution d'un nouveau genre », il incarne la combinaison entre la SS et la police pour en faire un organe nourrissant et formant consciemment la conception de la société nationale-socialiste, organe qui non seulement exécutait les ordres, mais les préparait, les formulait et — en particulier dans les Einsatzgruppen — les mettait lui-même en œuvre. Ce faisant, il pouvait étendre ces ordres ainsi que la définition de ses objectifs et les radicaliser dans l'esprit du national-socialisme.

## Organisation
L'appareil central à Berlin est organisé en sept divisions (Ämter), alors que l'appareil décentralisé est divisé en trois secteurs : le secteur du Reich ; le secteur des territoires occupés ; le secteur des zones récemment envahies où opèrent les unités mobiles de tuerie (Einsatzgruppen) placées directement sous l'autorité du directeur du RSHA (Reinhard Heydrich dans un premier temps) :

Organigramme du RSHA en 1941.

### Principales divisions
| Division (Amt) | Fonctions | Chef |
| -------------- | --- | --- |
| Ire division   | Organisation et personnel | SS-Brigadeführer Bruno Streckenbach |
| IIe division   | Administration et économie | SS-Standartenführer Dr Hans Nockemann (de) |
| IIIe division  | SD-Inland Renseignement et sécurité - intérieur Initialement organe du parti nazi (le NSDAP) : s’occupe de ceux qui sont ethniquement allemands, même hors des frontières du Reich avant les annexions | SS-Gruppenführer Otto Ohlendorf |
| IVe division   | Gestapo Police secrète d'État | SS-Gruppenführer Heinrich Müller Notamment, le SS-Obersturmbannführer Adolf Eichmann, à la tête de la section IV B-4 : - Judenangelegenheiten ; - Räumungsangelegenheiten, a été chargé, à partir de Berlin, de l'organisation de la solution finale, et de la surveillance de sa mise en œuvre de 1942 à 1944. D'autres sections s'occupaient de l'Église, des francs-maçons, de la police des frontières, du contre-espionnage (Horst Kopkow pour la section IV A-2), etc. |
| Ve division    | Kripo Police criminelle, dans le sens non politique (criminalité ordinaire) | SS-Brigadeführer Artur Nebe |
| VIe division   | SD-Ausland Renseignement et sécurité - extérieur Initialement organe du parti nazi (le NSDAP) : espionnage à l'étranger et contre-espionnage                                                           | SS-Brigadeführer Heinz Jost puis, à partir de 1942, le SS-Brigadeführer Walter Schellenberg (voir aussi le SS-Obersturmbannführer Wilhelm Höttl) |
| VIIe division  | Documentation et conception du monde (propagande, idéologie, archives, etc.) | SS-Standartenführer Pr Franz Six |

### Représentants dans les territoires occupés
Dans les territoires occupés, le RSHA était représenté par les Befehlshaber der SiPo und des SD (BdS) avec sous leurs ordres les Kommandeure der SiPo und des SD (KdS). Ils ont joué un rôle important dans la préparation et la mise en œuvre des opérations de déportation des Juifs comme cela a été le cas pour Helmut Knochen lors de la rafle du Vélodrome d'Hiver à Paris en juillet 1942. La plupart des BdS dans les divers territoires occupés sont énumérés ci-dessous, avec l'indication de quelques KdS :
- Alsace : BdS Gustav Adolf Scheel (août 1940 - janvier 1941), Hans Fischer (de) (novembre 1941 - décembre 1943), Erich Isselhorst (janvier - décembre 1944) ;
- Bohème et Moravie : BdS Franz Walter Stahlecker (1939-1942), BdS Horst Böhme (début 1942 - août 1942), BdS Erwin Weinmann (1942) ;
- Danemark : BdS Rudolf Mildner (septembre 1943 - décembre 1944), Otto Bovensiepen (de) (janvier 1944 - 1945) ;
- France : BdS Helmut Knochen (mai 1940 - septembre 1944), [n] ; KdS à Bordeaux Herbert Hagen (à partir de septembre 1940) ; KdS à Marseille Rolf Mühler (janvier 1943 - juin 1944) ;
- Grèce : BdS Walter Blume (août 1943 - septembre 1944) ;
- Hongrie : BdS Hans-Ulrich Geschke ;
- Norvège : BdS Walter Stahlecker (mai - automne 1940), BdS Heinrich Fehlis (automne 1940 - avril 945) ;
- Reichskommissariat Ostland : BdS Walter Stahlecker (novembre 1941 - mars 1942), BdS Walter Potzelt (de) (mars - avril 1942), BdS Heinz Jost (avril - septembre 1942), BdS Erich Ehrlinger (septembre 1942 - août 1943), BdS Friedrich Panzinger (septembre 1943 - mai 1944), BdS Wilhelm Fuchs (mai - octobre 1944) ;
- Pays-Bas : BdS Wilhelm Harster (juillet 1940 - août 1943), Erich Naumann (septembre 1943 - juillet 1944), BdS Karl Eberhard Schöngarth (juillet - septembre 1944) ;
- Pologne : BdS Bruno Streckenbach (1939-1941), BdS Karl Eberhard Schöngarth (mars 1941 - juin 1943), Bds Walther Bierkamp (juillet 1943 - février 1945) ; KdS[o] à Stanislau, Hans Krüger (août 1941 - août 1942) ;
- Russie centrale : BdS Erich Ehrlinger (septembre 1943 - printemps 1944) ;
- Serbie : BdS Wilhelm Fuchs (1941 - janvier 1942), BdS Emanuel Schäfer (janvier 1942 - décembre 1944) ;
- Slovaquie : BdS Josef Witiska ;
- Westmark : BdS Anton Dunckern (juillet 1940 - juin 1944).

Le RSHA fournissait des forces de sécurité, sur demande, aux chefs de la SS et de la police locaux.

### L’Amt IV: la Gestapo
La IVe division, celle de la Gestapo dirigée par le SS-Brigadeführer Heinrich Müller, est l'une des plus connues dans la mesure où elle fut directement chargée, entre autres, de l'organisation de l'extermination des Juifs d'Europe et autres « indésirables » (tsiganes, etc.).
C'est dans celle-ci que travaillait le SS-Obersturmbannführer Adolf Eichmann, qui dirigeait la section IV B-4 chargée des « affaires juives ».
D'autres sections s'occupaient de l'Église, des francs-maçons, de la police des frontières, du contre-espionnage (Horst Kopkow pour la section IV A-2), etc.
La section dirigée par Eichmann comptait comme responsables ou correspondants, selon le témoignage du SS-Hauptsturmführer Dieter Wisliceny :
- Wisliceny en Slovaquie ;
- Siegfried Seidl (qui fut notamment le commandant du camp de concentration de Theresienstadt) ;
- Franz Abromeit en Croatie ;
- Theodor Dannecker en Bulgarie (Dannecker fut le premier chef du camp de Drancy en France, jusqu'en juillet 1942, puis fut muté en 1943 en Bulgarie, fin 1943 - début 1944 en Italie et finalement en Hongrie) ;
- Brunner en France (il a notamment été le chef du camp de Drancy), en Grèce et en Slovaquie ;
- Krumey (de) à Łódź, à Vienne puis en Hongrie ;
- Anton Burger à Theresienstadt puis à Athènes en 1944.

Dans l'équipe personnelle d'Eichmann, Wisliceny citait aussi le SS-Untersturmführer Richard Hartenberger (de) et le SS-Hauptsturmführer Franz Novak.